# John D. Rockefeller

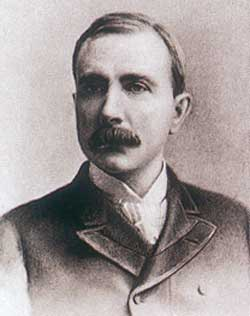
John Davison Rockefeller Senior (um 1875)

John Davison Rockefeller Senior (um 1915)

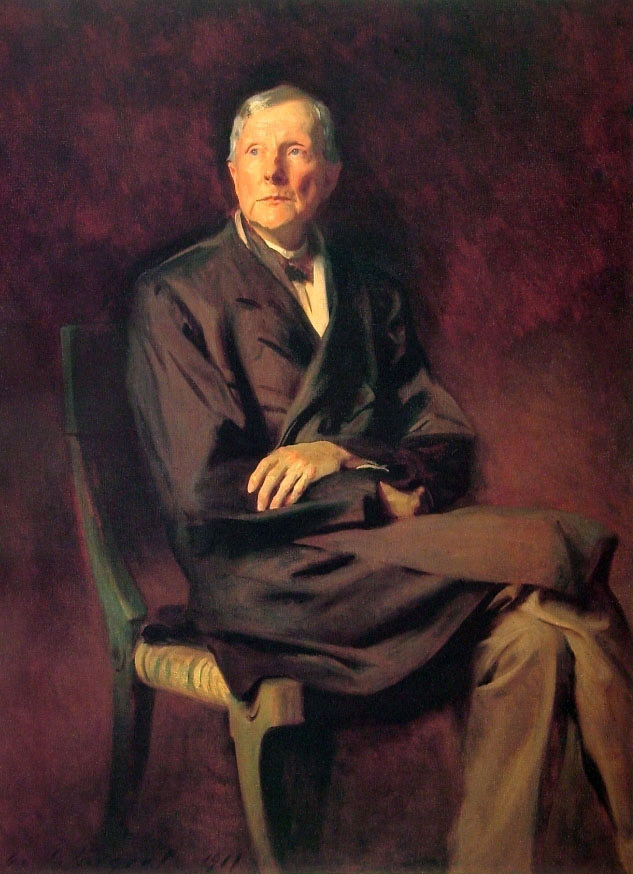
John Davison Rockefeller Senior (John Singer Sargent, Öl auf Leinwand, 1917)

John Davison Rockefeller Sr. (* 8. Juli 1839 in Richford, New York; † 23. Mai 1937 in Ormond Beach, Florida) war ein US-amerikanischer Unternehmer, erster Milliardär der Weltgeschichte (im Jahr 1916, in US-Dollar gerechnet) und gilt als der reichste Mensch der Neuzeit.
Rockefeller war Mitbegründer einer Erdölraffinerie, aus der 1870 die Standard Oil Company hervorging. Sein engster Freund und Geschäftspartner war Henry Morrison Flagler.

## Familie und Herkunft
John Davison Rockefeller wurde 1839 als zweites von sechs Kindern und ältester Sohn von William Avery Rockefeller (1810–1906) und Eliza Davison (1813–1889) – daher auch sein Mittelname Davison – geboren. Entgegen lang kursierenden Gerüchten, seine Familie habe französische Wurzeln, konnten Genealogen den deutschen Ursprung der Rockefellers nachweisen und sie bis in das frühe 17. Jahrhundert zurückverfolgen. Danach wanderte im Jahre 1723 Johann Peter Roggenfeller aus Altwied (heute ein Stadtteil von Neuwied) – getauft am 27. September 1682 in der evangelischen Kirche von Rengsdorf – mit drei Kindern aus Bonefeld (damals dem Kirchspiel Rengsdorf, Grafschaft Wied zugehörig; heute: Landkreis Neuwied, Rheinland-Pfalz) nach Amerika aus und ließ sich in Germantown in der damaligen britischen Kolonie Pennsylvania nieder.
Der Name Roggenfelder/Roggenfeller/Rockenfeller bezieht sich auf den – heute verödeten – Ort Rockenfeld in Neuwied (Rockenfelder = „aus Rockenfeld stammend“). Noch heute gibt es im Kreis Neuwied zahlreiche Einwohner mit dem Familiennamen Rockenfeller, so auch der Rennfahrer Mike Rockenfeller.

### Das „Familiengeheimnis“
Der Vater, der ohne Arztdiplom als „Kräuterdoktor“ über Land reiste, verließ seine Familie vermutlich um 1855, blieb aber mit Eliza bis zu deren Tod verheiratet. Er nahm den Namen William Levingston an und heiratete als Bigamist in Norwich, Ontario (Kanada), die 1835 geborene Margaret L. Allen. Diese Ehe blieb kinderlos. Von einer weiteren Frau namens Nancy Brown wurde er noch in der Zeit seiner rechtmäßigen Ehe Vater zweier weiterer Töchter (Clorinda und Cornelia Rockefeller). Das Grabmal wurde aus dem Grundbesitz der zweiten Frau bezahlt.
Auf der Höhe von Rockefellers Macht als Monopolist gab es die ersten Gerüchte, dass die Familie ein „peinliches Geheimnis“ hüte. Joseph Pulitzer lobte eine Belohnung von achttausend Dollar für Informationen über „Doc Rockefeller“ aus, von dem man nur wusste, dass er unter falschem Namen lebte. Doch die Journalisten konnten ihn vor seinem Tod nicht ausfindig machen und veröffentlichten erst zwei Jahre später die ganze Geschichte.

### Heirat und Kinder
John Davison Rockefeller heiratete am 8. September 1864 Laura Celestia Spelman (1839–1915), genannt „Cettie“, die Tochter eines wohlhabenden Kaufmanns aus Cleveland, Ohio. Das Paar hatte fünf gemeinsame Kinder, von denen eines, Alice, im Kleinkindalter starb:
- Elizabeth „Bessie“ Rockefeller (1866–1906)
- Alta Rockefeller (1871–1962)
- Alice Rockefeller (1869–1870)
- Edith Rockefeller (1872–1932)
- John D. Rockefeller, Jr. (1874–1960), auch bekannt als John D. Rockefeller II.

Als Cettie 1915 starb, nahm das Rockefeller sehr mit. Er sagte: „Ihr Urteil war immer besser als meines. Sie war eine ungewöhnlich kluge Frau. Ohne ihren scharfsinnigen Rat wäre ich heute ein armer Mann.“

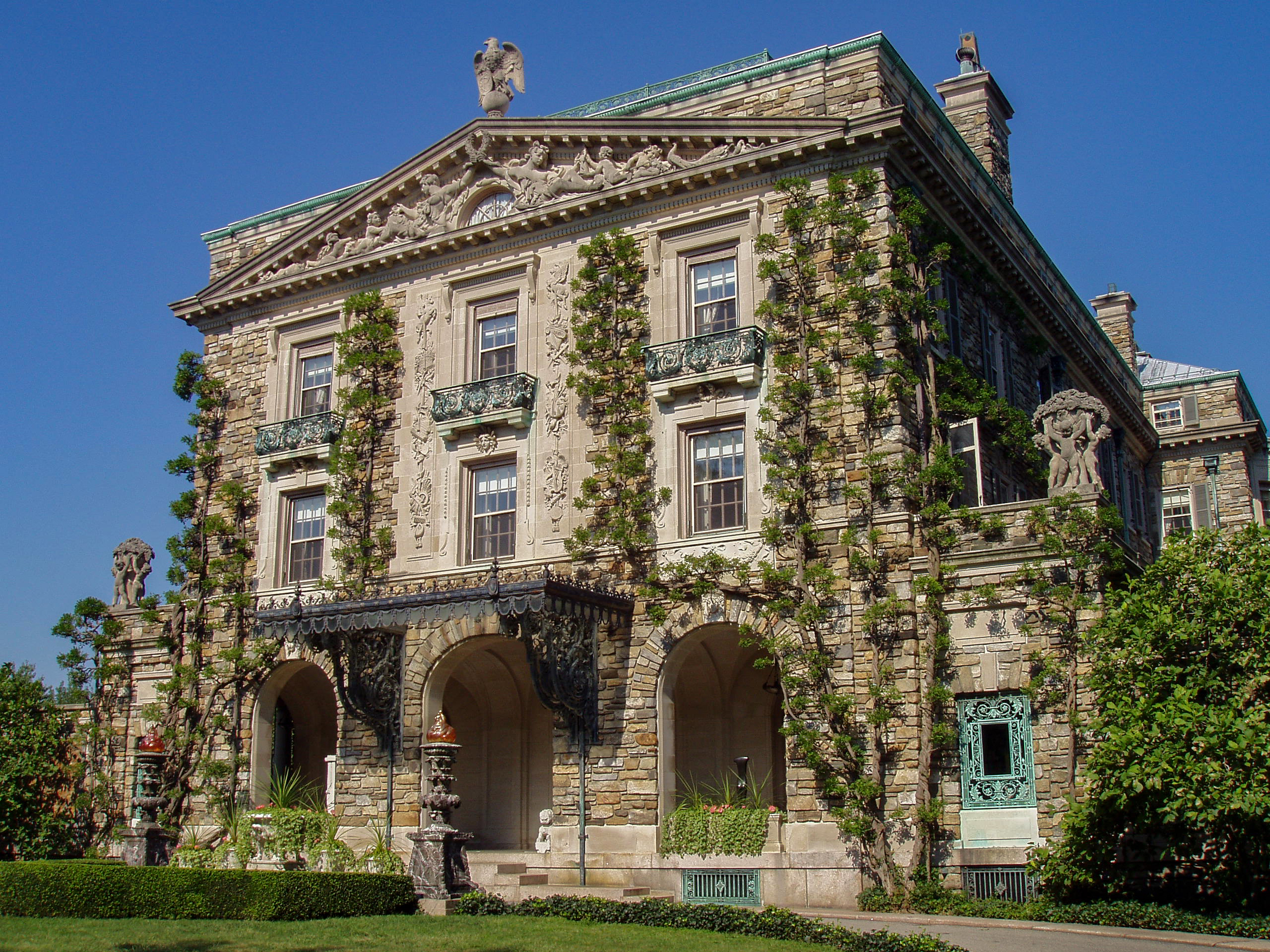
Kykuit, Familiensitz der Rockefellers

Rockefeller bezog 1913 den in sechsjähriger Bauzeit entstandenen, feudalen Familienlandsitz Kykuit bei Tarrytown (New York), der von den beiden Architekten Chester Holmes Aldrich und William Adams Delano konzipiert war. Bereits seit 1893 besaß die Familie Rockefeller große Ländereien im Hudson Valley. Kykuit besteht aus einer vierstöckigen Landhausvilla im neoklassizistischen Stil mit zwei Untergeschossen mit Verbindungskanälen und Servicetunnel. Die repräsentativen Innenräume wurden von Ogden Codman gestaltet und sind heute mit einer Sammlung von chinesischer und europäischer Keramik, edlen Möbeln und Kunst des 20. Jahrhunderts ausgestattet. Umgeben ist Kykuit von einem großen Parkgrundstück mit Skulpturen. Heute kann Kykuit von der Öffentlichkeit besichtigt werden.

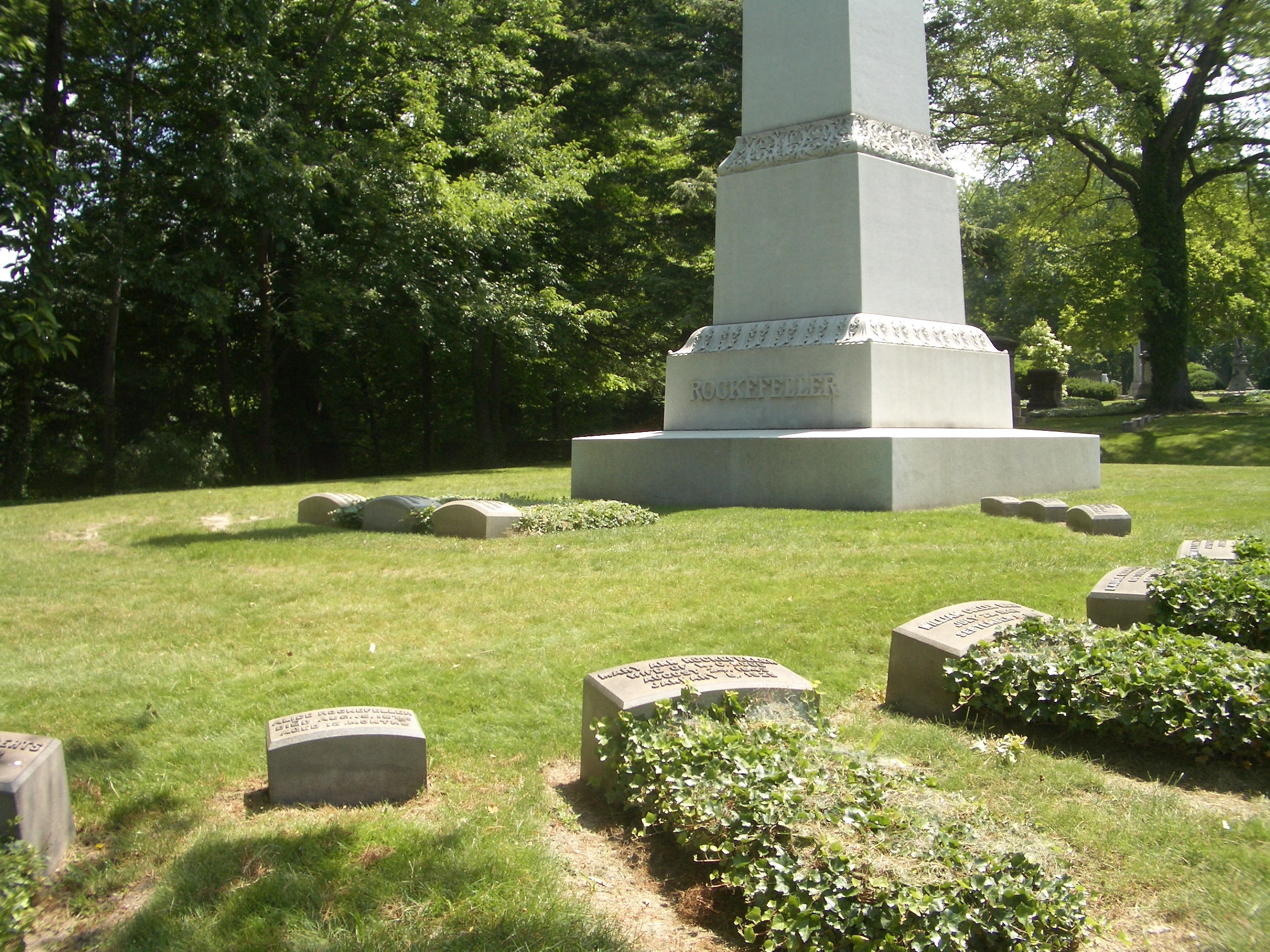
Grabstätte der Familie Rockefeller auf dem Lake View Cemetery in Cleveland, Ohio

### Das Grab
Cettie und John D. Rockefeller fanden ihre letzte Ruhestätte auf dem Lake View Cemetery in Cetties Heimatstadt Cleveland. Der damals als Grabmal errichtete Obelisk aus Vermont-Marmor war seinerzeit angeblich das größte aus nur einem Stück Stein gehauene Denkmal weltweit.

## Unternehmerische Tätigkeit

### Die Anfänge
Nachdem die Eltern nach Cleveland gezogen waren, bekam der Sechzehnjährige am 28. September 1855 eine Stelle als Lehrling bei der Speditionsfirma Hewitt & Tuttle, schon bald wurde er als Hilfsbuchhalter beschäftigt. Nach vierzehn Wochen Arbeit bekam er dafür das sehr schmale Gehalt von fünfzig Dollar. Als Rockefeller achtzehn Jahre alt war, wurde der Buchhalter von Hewitt & Tuttle, der 2.000 US-Dollar im Jahr verdiente, entlassen und Rockefeller übernahm dessen Stelle.
Am 1. April 1858 nahm Rockefeller ein Angebot des jungen Engländers Maurice B. Clark an und wurde nun mit Clark und George W. Gardner Teilhaber eines Makler- und Agenturgeschäftes in Cleveland (Ohio). Im selben Jahr begann das große Ölgeschäft in den Vereinigten Staaten, und Rockefeller wurde in dieser Branche aktiv. Er fand in Samuel Andrews einen guten Chemiker, der die Weiterverarbeitung des Rohöls für Rockefeller derart verbesserte, dass es fast restlos verwertet wurde. Er fertigte in seinem neuen Betrieb seine eigenen Fässer an und war sein eigener Spediteur und Fuhrmann, wodurch er den meisten seiner Konkurrenten überlegen war.

### Entstehung der Standard Oil Company

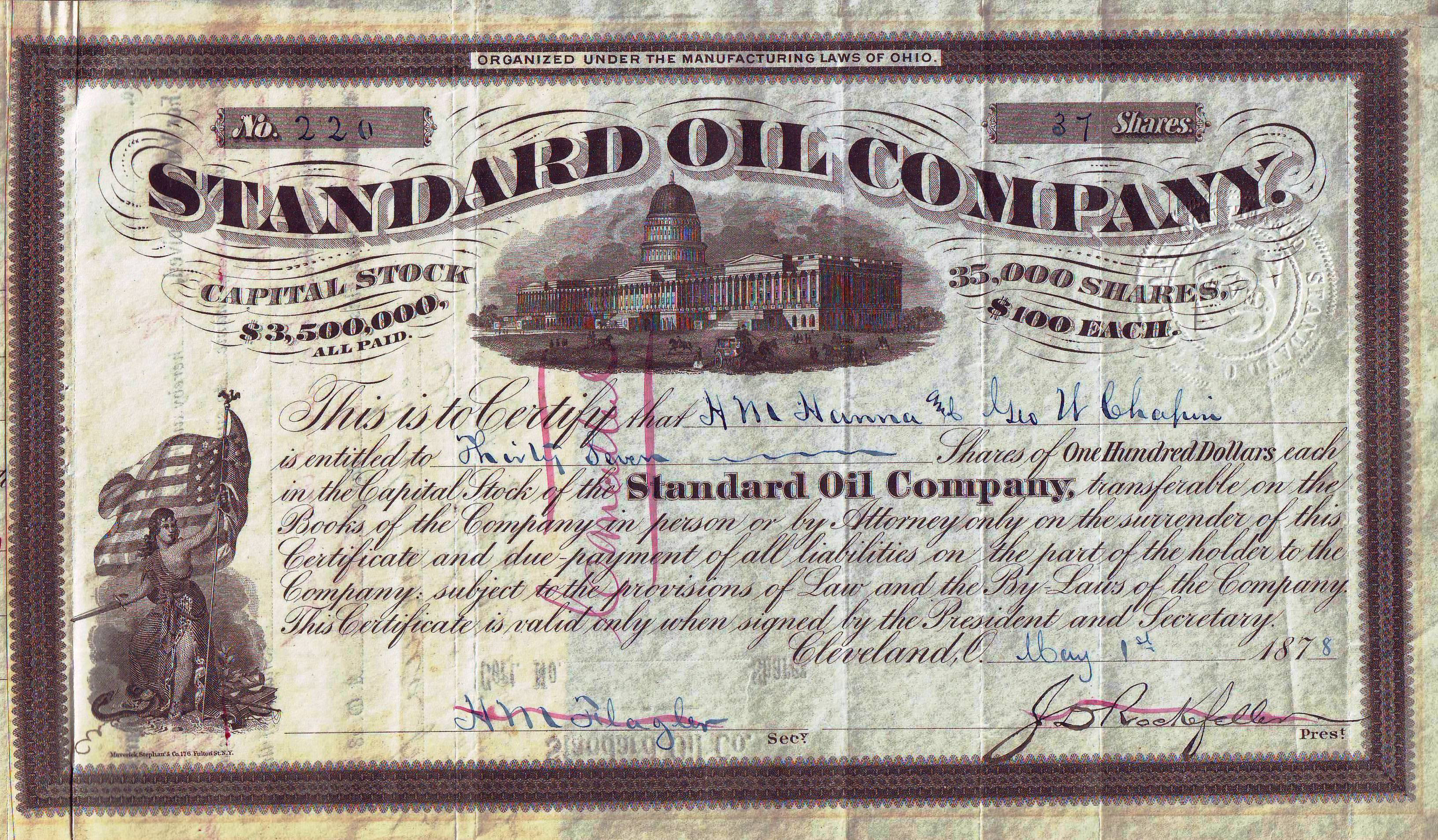
Aktie der Standard Oil Company mit Unterschrift von Rockefeller und Flagler

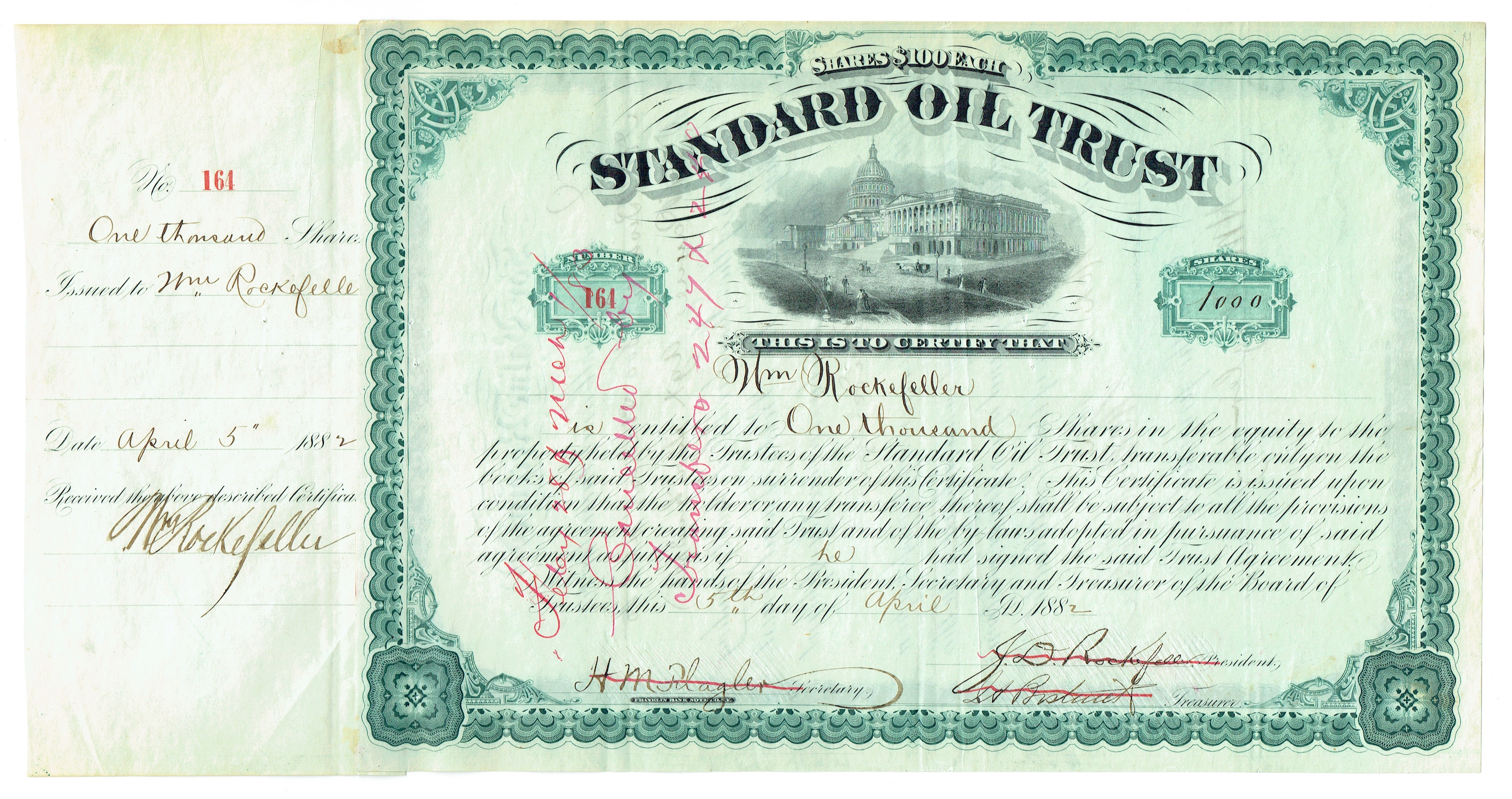
Aktie des Standard Oil Trust mit Unterschrift von Rockefeller und ausgestellt auf seinen Bruder William Rockefeller

Innerhalb der ersten drei Jahre, in denen er das Ölgeschäft geführt hatte, arbeitete er weiterhin bei Clark, den er später auszahlte. Er übernahm also die Firma und machte Andrews zum Teilhaber. In dieser Zeit lernte Rockefeller auch Henry Morrison Flagler kennen, der sein bester Freund und treuer Gefährte werden sollte. Rockefeller holte Flagler als Teilhaber in sein Geschäft, und die Firma hieß ab 1867 Rockefeller, Andrews & Flagler. Am 10. Januar 1870 entstand aus diesem Unternehmen die Standard Oil Company, mit John Davison Rockefeller, seinem Bruder William Rockefeller, Henry Morrison Flagler, Samuel Andrews und Stephen V. Harkness als Gründungsaktionären.
Im Januar 1872 schlossen sich mehrere Unternehmen der Ölbranche aus der Region unter Rockefellers Führung zu einem Trust, der South Improvement Company, zusammen. Sein Ziel war es, durch Absprachen bei den Eisenbahnlinien in Cleveland günstige Frachttarife für Rohöl aus Pennsylvania zu bekommen. Wenige Monate später kamen diese Absprachen an die Öffentlichkeit, worauf Rockefeller politisch, juristisch und von anderen Unternehmen angegriffen wurde und einen Teil seiner Betriebe stilllegen musste. Dennoch kaufte Rockefeller in den folgenden Jahren immer mehr Unternehmen und Anlagen der Ölindustrie auf, wobei sein Unternehmen ein Netz von Tochterfirmen anlegte, um gesetzliche Beschränkungen von Firmenbesitz in anderen Bundesstaaten zu umgehen. 1882 wurde der Firmensitz nach New York verlegt und die Teile des Firmenimperiums auch rechtlich vereinigt. Die Anti-Trust-Gesetze, die mehrere Politiker in den Bundesstaaten auf den Weg brachten und die 1890 auch vom Kongress erlassen wurden, waren in erster Linie gegen Rockefellers Wirtschaftsaktivitäten gerichtet. In einem mehr als 20 Jahre dauernden juristischen Schlagabtausch konnte Standard Oil die Zerschlagung zunächst abwenden.
Rockefeller besaß Eisenbergwerke am Oberen See und große Erzfrachter, verkaufte diese später aber an U.S. Steel. Er selbst zog sich 1897 aus dem aktiven Geschäftsleben zurück, behielt jedoch seinen Titel als Präsident seiner Unternehmen bis 1911.

### Entflechtung der Standard Oil Company
Die Standard Oil Company wurde am 18. November 1906 durch die Regierung der Vereinigten Staaten in Missouri unter Präsident Theodore Roosevelt auf Basis des Sherman Antitrust Act von 1890 angeklagt. Neben dem Unternehmen Standard Oil of New Jersey waren auch 65 der von Standard Oil kontrollierten Unternehmen angeklagt sowie die gesamte Führungsebene, unter anderem mit John und William Rockefeller, Henry Flagler und Oliver Payne. Der sich über mehrere Jahre hinziehende Prozess endete schließlich am 5. Mai 1911 in der Zerschlagung der Standard Oil Company in 34 Gesellschaften, woraufhin die Marktkapitalisierung ins Bodenlose sank. Rockefeller erkannte jedoch, dass sich diese wieder erholen würde, und kaufte die Aktien seines Unternehmens auf. Er verdiente an der nun einsetzenden Hausse nach vorsichtigen Schätzungen zweihundert Millionen Dollar, denn die zunehmende Verbreitung des Automobils und der Erste Weltkrieg ließen den Bedarf an Öl in zuvor unvorstellbare Dimensionen steigen.

## Vermögen
Rockefeller gehört zu den reichsten Menschen der Weltgeschichte. Sein Vermögen betrug im Jahr 1913 rund 900 Millionen US-Dollar. Berücksichtigt man nur die Inflation, so sind diese 900 Millionen US-Dollar von 1913 heute etwa 29 Milliarden US-Dollar wert. Im Jahr 1916 wurde John D. Rockefeller der erste Milliardär der Weltgeschichte (in US-Dollar gerechnet). Berücksichtigt man allerdings auch, dass die Menschen zur damaligen Zeit ärmer waren und der Markt, in dem er sein Geld verdiente, viel kleiner war, so war er damals im Vergleich zur Bevölkerung so reich wie im Jahr 2008 jemand mit 192 Milliarden US-Dollar. Das Wirtschaftsmagazin Forbes errechnete jedoch ein Gesamtvermögen von rund 300 Milliarden US-Dollar.

## Der Philanthrop
Zusammen mit Andrew Carnegie gilt Rockefeller als einer der größten amerikanischen Philanthropen. Carnegie beeinflusste mit seinem Essay The Gospel of Wealth, in dem er dazu aufrief, den Reichtum zum Wohle der Menschen einzusetzen, die damalige Debatte. Philanthropie wurde dabei auch als Mittel gegen die zunehmende Unzufriedenheit und Proteste der Arbeiterschaft angesehen. In Zeitschriften wurden Rankings veröffentlicht, wer wie viel spendet, was einen Philanthropie-Wettlauf unter Reichen auslöste. Die Regierung förderte die Entwicklung, indem sie Steuernachlässe für Wohlhabende gewährte, wenn diese einen Teil ihres Vermögens für gemeinnützige Zwecke ausgeben.
Um der Flut von Bitten Herr zu werden, ließ sich Rockefeller von dem Baptistenpastor Frederick Taylor Gates beraten. Rockefeller finanzierte daraufhin 1890 die Gründung der University of Chicago. Gates und weitere Philanthropen konnten sich zu Beginn des 20. Jahrhunderts Aufgaben widmen, die von der Regierung vernachlässigt wurden, wie beispielsweise Bildung, Wissenschaft, Krankenfürsorge und Landwirtschaft. So lenkte Gates Rockefellers Interesse auf die Förderung der Medizin. Er solle eine Forschungseinrichtung gründen und Männern mit Ideen, Vorstellungskraft und Mut die Mittel geben, um wissenschaftliche Forschung über Infektionskrankheiten zu betreiben.
1901 wurde das Rockefeller Institute for Medical Research gegründet und 1903 das General Education Board. Inzwischen hatte auch John Davison Rockefeller Jr. hier eine Aufgabe gefunden. Gates teilte Andrew Carnegies Befürchtungen, dass ein außerordentlich reiches Erbe die Eigeninitiative und Anstrengung verringert, dass es die Beteiligung der Erben an den sozialen und wirtschaftlichen Prozessen, die eine Gesellschaft starkmachen, untergräbt. Er warnte Rockefeller: „Ihr Vermögen türmt sich auf, türmt sich auf wie eine Lawine. Sie müssen damit Schritt halten! Sie müssen es schneller verteilen, als es wächst! Wenn Sie es nicht tun, wird es Sie und ihre Kinder und Kindeskinder erdrücken.“ 1913 wurde die Rockefeller Foundation gegründet, die nunmehr die Gelder verteilte, so unter anderem 1927 zwei Millionen Dollar für das Rockefeller-Museum für Archäologie in Jerusalem.
Als gläubiger Baptist unterstützte Rockefeller viele Einrichtungen der Baptisten. Unter anderem ermöglichte er den Bau des Predigerseminars der deutschen Baptisten in Hamburg.

## Trivia
Ein US-amerikanischer Bürger wurde seinerzeit gerichtlich wegen Beleidigung verurteilt, weil er seinem Nachbarn vorgeworfen hatte, dass er in seinem Geschäft mit den Methoden der Standard Oil Company arbeite.
Zu den Rockefeller-Unternehmen gehörten und gehören teilweise noch immer die ExxonMobil sowie die Chase Manhattan Bank, die im Jahr 2000 mit der J. P. Morgan & Co. zur JPMorgan Chase & Co. fusionierte.
Das Rockefeller Center in New York ist nach seinem Sohn John D. Rockefeller, Jr. benannt, der bei der Finanzierung des Bauprojekts die führende Rolle spielte.
Einer seiner Enkel, Nelson A. Rockefeller, war unter Gerald Ford US-Vizepräsident.

## Film
- Stahlhart zum Atlantik. Dokumentation und Doku-Drama, Deutschland, 2008, 44 Min., Buch und Regie: Christian Heynen, Produktion: Engstfeld Film GmbH, ZDF, arte, Reihe: Terra X, Inhaltsangabe vom ZDF mit Online-Video[12]
„John D. Rockefeller und seine Standard Oil Company hatten einen sehr mächtigen Einfluss. Sich mit so einer Macht anzulegen, war für Benson und seine Partner wie David gegen Goliath. Ein kleiner Niemand will es also mit einem übermächtigen und finanzstarken Gegner aufnehmen wie Rockefeller.“